# Much Too Soon
Much Too Soon is een ballade van de Amerikaanse popster Michael Jackson. Het komt van zijn album Michael. Het nummer is samen met Behind the Mask geschreven in de Thriller-sessies.  Much Too Soon verscheen in november 2010 één week op iTunes als promotie.
Much Too Soon wordt gezien als een vroege demoversie van Michael Jacksons nummer Learned My Lesson, Michael zingt in het nummer dan ook Yes, I guess I learned my lesson much too soon. Learned My Lesson  is nooit uitgebracht.